# Kanton Durán
Der Kanton Durán befindet sich in der Provinz Guayas im zentralen Westen von Ecuador. Er besitzt eine Fläche von etwa 340 km². Im Jahr 2022 lag die Einwohnerzahl bei rund 303.900. Verwaltungssitz des Kantons ist die Stadt Durán mit 230.839 Einwohnern (Stand 2010).

## Lage
Der Kanton Durán liegt im Tiefland der Provinz Guayas am Ostufer von Río Babahoyo und Río Guayas. Der Hauptort Durán befindet sich 5 km östlich der Provinzhauptstadt Guayaquil am gegenüberliegenden Ufer des Río Guayas. Die Fernstraße E40 von Guayaquil über Azogues und Santiago de Méndez an die peruanische Grenze durchquert den Kanton.
Der Kanton Durán grenzt im Osten an den Kanton San Jacinto de Yaguachi, im Süden an den Kanton Naranjal, im Südwesten und im Westen an den Kanton Guayaquil sowie im Nordwesten und im Norden an den Kanton Samborondón.

## Verwaltungsgliederung
Der Kanton Durán ist in die Parroquias urbanas („städtisches Kirchspiel“)
- Divino Niño
- El Recreo
- Eloy Alfaro

gegliedert.

## Geschichte
Der Kanton Durán wurde am 10. Januar 1986 gegründet. Zuvor gehörte das Gebiet zum Kanton Guayaquil.
Entwicklung der Einwohnerzahl im Kanton Durán bei landesweiten Volkszählungen zum jeweiligen Gebietsstand:
| Jahr                    | Einwohner | +/-     |
| ----------------------- | --------- | ------- |
| 1990                    | 85.196    | –       |
| 2001                    | 178.714   | 109,8 % |
| 2010                    | 235.769   | 31,9 %  |
| 2022                    | 303.910   | 28,9 %  |
| Datenherkunft: Wikidata |           |         |